# Timothy Broglio
Mons. Timothy Paul Andrew Broglio (* 22. prosince 1951, Cleveland Heights) je americký římskokatolický duchovní a arcibiskup vojenských služeb USA.

## Život
Narodil se 22. prosince 1951 v Cleveland Heights ve státu Ohio.
Navštěvoval katolické školy v rodném městě. Na Boston College studoval klasické jazyky. Poté nastoupil do Severoamerické papežské koleje v Římě. Zde se věnoval studiu teologie a kanonického práva na Papežské univerzitě Gregoriana. Dne 19. května 1977 byl kardinálem Sergiem Pignedoli vysvěcen na kněze a inkardinován do diecéze Cleveland.
Po návratu do Spojených států se stal farním vikářem farnosti svaté Markéty Marie v South Euclid a profesorem teologie na Notre Dame College.
Roku 1979 začal studovat na Papežské církevní akademii. Po dokončení studia vstoupil 1. června 1983 do diplomatických služeb Svatého stolce. Stal se sekretářem apoštolské nunciatury Pobřeží slonoviny a roku 1987 nunciatury v Paraguaji.
Dne 4. ledna 1985 mu byl udělen titul Kaplan Jeho Svatosti.
Roku 1990 byl jmenován úředníkem sekce pro vztahy se státy Státního sekretariátu.
Dne 2. února 1996 mu byl udělen titul Prelát Jeho Svatosti.
Od roku 1998 byl také kaplanem kongregace Sester svatého Felixe z Cantalice.
Dne 27. února 2001 jej papež Jan Pavel II. jmenoval apoštolským nunciem v Dominikánské republice, apoštolským delegátem v Portoriku a titulárním arcibiskupem z Amiterna. Biskupské svěcení přijal 19. března v bazilice svatého Petra z rukou papeže Jana Pavla II. Spolusvětiteli byli kardinál Angelo Sodano a kardinál Giovanni Battista Re.
Dne 19. listopadu 2007 byl papežem Benediktem XVI. jmenován arcibiskupem vojenských služeb USA.
Dne 15. listopadu 2022 byl zvolen předsedou Konference katolických biskupům Spojených států.
Dne 7. ledna 2023 podal žádost o rezignaci, která byla papežem Františkem zamítnuta.